# تدی بیشاپ
تدی بیشاپ (انگلیسی: Teddy Bishop؛ زادهٔ ۱۵ ژوئیهٔ ۱۹۹۶) بازیکن فوتبال اهل بریتانیا است.
از باشگاه‌هایی که در آن بازی کرده‌است می‌توان به باشگاه فوتبال ایپسویچ تاون اشاره کرد.